# Hina te Fatou
Hina te Fatou ou Hina Tefatou (La Lune et la Terre) est un tableau du peintre français Paul Gauguin, réalisé en 1893 et conservé au Museum of Modern Art de New York.

## Description

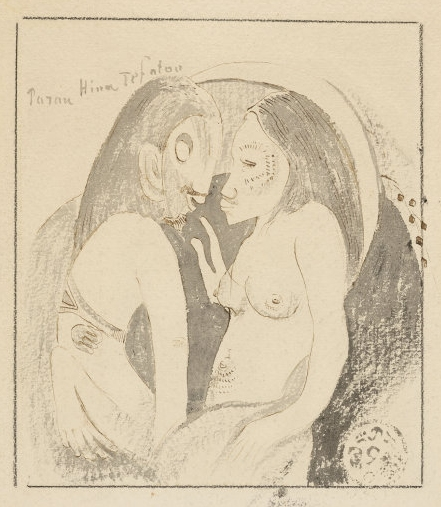
Paul Gauguin, Parau Hina Tefatou (1893-1894) ; dessin, 34,2 × 24,8 cm, Art Institute of Chicago

Le panthéon des divinités tahitiennes est une source d'inspiration inépuisable pour Gauguin et le pousse à créer en 1893 Hina te Fatou, l'un de ses tableaux les plus importants tant par le thème choisi que par ses ambitions. L'œuvre, en effet, dépeint cet ancien mythe polynésien où Hina, la déesse de la Lune, demande à Tefatou, le « génie qui animait la Terre », d'assurer l'immortalité des hommes : au refus indéniable de ce dernier, Hina réagit en acceptant de diriger le retour presque éternel du mouvement lunaire.
Gauguin imagine le dialogue entre les deux divinités de la manière représentée dans le tableau. Tefatou se tient en retrait et présente une physionomie sauvage, proprement océanique, et donne à Hina un regard viril et inébranlable. La déesse de la Lune a un corps tendre et délicatement massif et rappelle dans son ensemble d'importantes sources figuratives occidentales, comme les Baigneuses de Courbet et d'Ingres : elle est vue de dos et tente, en vain, d'intercéder en faveur des hommes. Son geste est caressant et miséricordieux, tout comme celui du dieu terrestre est impitoyable et inflexible. De plus, de Fatou jaillit une source teintée d'une couleur flamboyante, presque sanguine.
L'œuvre, exposée en 1893 à la galerie Durand-Ruel, suscita bien des perplexités du fait de son audacieux système dimensionnel et chromatique, ainsi que pour l'ample place accordée à un « folklore » sauvage qui aujourd'hui encore ne manque pas de générer quelques réserves. Malgré les critiques - dont celle de Camille Pissarro - l'œuvre fut admirée et achetée par Edgar Degas, peintre impressionniste affirmé qui continua après à collectionner avidement les chefs-d'œuvre de Gauguin. L'œuvre est arrivée au Museum of Modern Art de New York en 1934, où elle est toujours exposée aujourd'hui.